# Cerialia
Die Cerialia waren eine religiöse Feier des römischen Festkalenders zu Ehren der Wachstums- und Ackerbaugöttin Ceres, die am 19. April begangen wurde, also je drei Tage nach den fordicidia (15. April) und vor den vinalia (23. April). Seit dem 3. Jahrhundert v. Chr. sind die mehrtägigen Festspiele Ludi Cereris bekannt, die am 12. April begannen und von den Aedilen veranstaltet wurden. Während der Kaiserzeit gab es auch szenische Aufführungen. Ovid berichtet in seinen Fasten (Buch IV), dass Fackeln tragende Frauen an die Suche der Ceres nach ihrer in den Hades verschleppten Tochter Proserpina erinnerten; eine weitere Kulthandlung in Ovids Erzählung wird in ihrer Historizität angezweifelt: Dass man Füchse hetzte, deren Schwänze in brennendes Werg gebunden waren (als Sonnensymbol).